# Do & Co

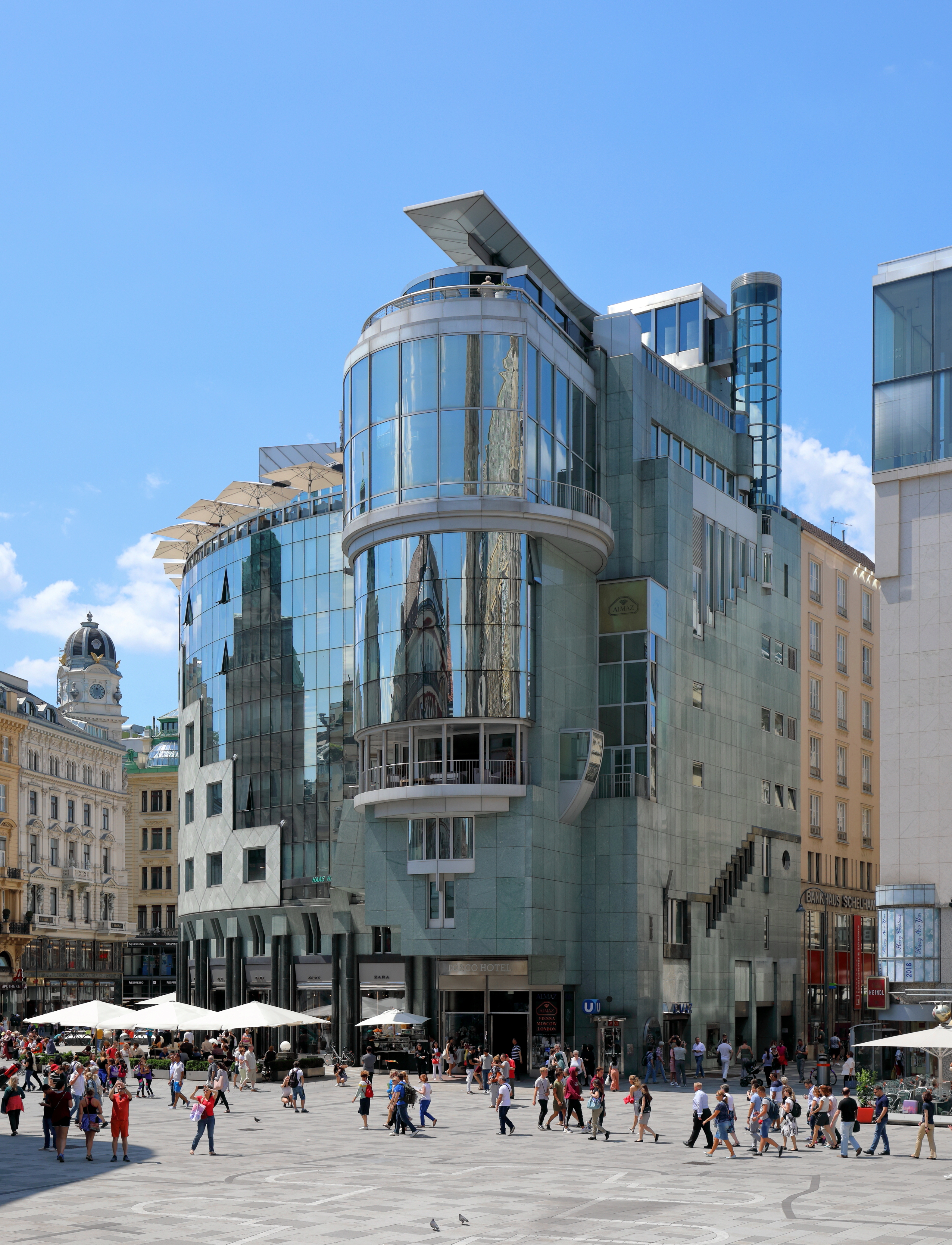
Der Sitz von Do & Co im Haas-Haus Stephansplatz 12, Wien

Do & Co ist ein österreichisches Catering-Unternehmen, das in die drei Divisionen „Airline Catering“, „International Event Catering“ sowie „Restaurant, Lounges & Hotels“ gegliedert und international tätig ist. Neben über 60 verschiedenen Airlines, zählt auch die Formel 1 zum Kundenstamm von Do &Co. Des Weiteren betreibt das Unternehmen Hotels und Restaurants in der Wiener und in der Münchner Innenstadt.
Der Unternehmenssitz befindet sich im 1. Wiener Gemeindebezirk Innere Stadt.

## Geschichte
Das Unternehmen wurde 1981 mit einem Feinkostgeschäft in der Wiener Innenstadt von dem türkischstämmigen Attila Doğudan gegründet. Seit 1998 notiert Do & Co an der Wiener Börse. Seit 1999 gibt es ein Logistikzentrum in New York.
Mit der Marke Henry am Zug betreute Do & Co zwischen 1. April 2012 und 2016 das gesamte Catering in den Zügen der ÖBB. Wegen massivem Lohndumping mittels Subunternehmer-Struktur in die Kritik geraten, erklärte Do & Co im Mai 2016 sich an einer kommenden Neuausschreibung nicht mehr bewerben zu wollen. Letztlich dann doch 2017 bei einer ÖBB-Ausschreibung mit Henry on board beworben, verlor Do & Co den Auftrag.
Die Raiffeisen Holding Niederösterreich-Wien hat ihre Beteiligung am Unternehmen im Dezember 2013 an die Attila Doğudan Privatstiftung abgegeben.
Ende 2014 nahm Do & Co am Flughafen Wien seinen ersten Food-Court in Betrieb. Auf 800 m² werden Gäste seither im Pier West (Gates C) in unterschiedlichen Gastronomielinien, wie Demel, Henry, einem American Diner und einer Dependance der Wiener Onyx Bar bewirtet.
Im Dezember 2014 wurde das Haas-Haus für 106,6 Millionen Euro von Do & Co gekauft.

### Airline Catering
Im Bereich des Airline Caterings fasste Do & Co 1987 mit seinem Erstkunden Lauda Air Fuß. Seither hat das Unternehmen seinen Kundenstamm laufend vergrößert. 2006 ist Do & Co ein Joint Venture mit Turkish Airlines eingegangen. 2007 hat Do & Co die Luftfahrt-Catering-Sparte des Unternehmens Airest (ehemalige Tochtergesellschaft der Austrian Airlines, seit 2006 Teil der italienischen Save) übernommen und beliefert neben Austrian Airlines, British Airways, Delta Air Lines sowie Iberia insgesamt über 60 Fluglinien mit Speisen, die in mehr als 30 Küchen weltweit hergestellt werden. Die Unternehmensdivision Airline Catering ist die umsatzstärkste. Im Geschäftsjahr 2023/24 wurden weltweit 142 Millionen Passagiere auf 837 Tausend Flügen kulinarisch von Do & Co versorgt.

### International Event Catering
Do & Co ist auch im Bereich des internationalen Event Caterings, insbesondere bei Sportveranstaltungen, tätig. Beispielsweise ist Do & Co seit 1992 bei Formel-1-Rennen für die Verpflegung der Gäste im Paddock Club verantwortlich. Im Jahr 2014 erfolgte die Übernahme der Arena One GmbH, die das gesamte Catering in der Münchner Allianz Arena unter sich vereint, durch das österreichische Catering Unternehmen. Dadurch erhielt Do & Co Zugang zum deutschen Stadionmarkt, der bisher von Aramark dominiert wird, und ist seither für die kulinarische Verpflegung bei sämtlichen Fußball-Spielen in der Allianz Arena sowie bei Events im Olympiapark verantwortlich. 

Des Weiteren wurde dem Unternehmen der Zuschlag für das Catering beim ATP Madrid, diverse Fußball-Europameisterschaften (unter anderem 2008 in Österreich und der Schweiz, 2012 in Polen und der Ukraine, 2016 in Frankreich und 2024 in Deutschland) sowie 2022 erstmals für eine Fußball-Weltmeisterschaft, die Fußball-Weltmeisterschaft 2022 in Katar erteilt.
Zusätzlich organisiert Do & Co auch große Firmenfeiern und ist für die Logistik des jährlich stattfindenden Film Festivals am Rathausplatz (Wien) verantwortlich.

### Restaurant, Lounges & Hotels
In Wien befinden sich zwei Restaurants – eines davon im Haas-Haus am Stephansplatz mit direktem Blick auf den Stephansdom, unter anderem befindet sich dort auch ein Luxushotel, das von Do & Co betrieben wird. Das zweite Restaurant befindet sich in der Albertina. Im Jahr 2002 erfolgte die Übernahme der Zuckerbäckerei Demel. Zusätzlich ist Do & Co seit 2010 mit der Take-Away Bistro Linie „Henry“ im Billa-Flagship-Store im Herrnhuterhaus am Neuen Markt in Wien sowie am Flughafen Wien-Schwechat und im Wiener AKH vertreten. 2021 erfolgte die Eröffnung eines Boutique Hotels in München, welches sich beim Marienplatz und im gleichen Gebäude wie die FC Bayern World befindet. An der gleichen Location werden zwei Restaurants betrieben, eines mit asiatisch-internationaler, das andere mit mediterranen Küche.

## Unternehmen

### Vorstand
Seit 1. September 2023 besteht der Vorstand der Do & Co AG aus vier Mitgliedern, die für die Dauer von drei Jahren mit einer Verlängerungsoption um weitere zwei Jahre bestellt wurden:
- Attila Doğudan, Chief Executive Officer (CEO)
- Attila Doğudan jun., Chief Commercial Officer (CCO)
- Bettina Höfinger, Chief Legal Officer (CLO)
- Johannes Echeverria, Chief Financial Officer (CFO)

### Aktionärsstruktur
Zum 31. März 2025 befinden sich 69,97 Prozent der Aktien im Streubesitz. Der verbleibende Aktienanteil wird von der Attila Dogudan Privatstiftung (30,03 Prozent) gehalten.

## Finanzdaten
| Jahr    | Umsatz (m€) | EBIT (m€) | Bilanzsumme (m€) | Mitarbeiter (Ø FTE) |
| ------- | ----------- | --------- | ---------------- | ------------------- |
| 2024/25 | 2.298,1     | 183,6     | 1.217,6          | 15.255              |
| 2023/24 | 1.819,4     | 135,8     | 1.192,0          | 13.346              |
| 2022/23 | 1.419,4     | 85,7      | 1.009,0          | 11.411              |
| 2021/22 | 705,2       | 42,4      | 869,0            | 8.460               |
| 2020/21 | 253,5       | −27,3     | 858,0            | 7.988               |
| 2019/20 | 935,4       | −1,9      | 1.089,8          | 10.726              |
| 2018/19 | 847,8       | 51,4      | 588,5            | 9.919               |
| 2017/18 | 861,4       | 50,6      | 573,1            | 9.587               |
| 2016/17 | 913,4       | 56,2      | 621,4            | 9.576               |
| 2015/16 | 916,5       | 55,5      | 628,0            | 9.655               |
| 2014/15 | 798,9       | 54,2      | 588,7            | 8.706               |
| 2013/14 | 636,1       | 46,6      | 513,3            | 7.323               |

## Unternehmensstruktur
Die drei Kernbereiche des Unternehmens sind:
- Restaurants, Lounges & Hotels
- Airline Catering
- International Event Catering

## Standorte
Neben 12 Standorten in Österreich bestehen weitere in Deutschland, Italien, Spanien, Frankreich, Vereinigten Königreich, Türkei, Ukraine, Polen, den USA und Südkorea.